# Kosmiczny mecz: Nowa era
Kosmiczny mecz: Nowa era (ang. Space Jam: A New Legacy) – amerykański film z 2021 roku, wyreżyserowany przez Malcolma D. Lee. Kontynuacja Kosmicznego meczu z 1996 roku.

## Fabuła
Mistrz koszykówki i światowa ikona LeBron James i jego syn Dom, który marzy o byciu twórcą gier wideo, zostają uwięzieni w wirtualnej rzeczywistości przez nieuczciwy algorytm Al-G Rhythma. LeBron musi dostać się bezpiecznie do domu, prowadząc gang niezdyscyplinowanych Zwariowanych Melodii do zwycięstwa nad zdigitalizowanymi mistrzami Al-G w meczu koszykarskim.

## Obsada
Źródła:

- LeBron James – on sam
  - Stephen Kankole – 13-letni LeBron James
- Jeff Bergman –
  - Królik Bugs (głos),
  - Sylwester (głos),
  - Yosemite Sam (głos),
  - Miś Yogi (głos),
  - Fred Flintstone (głos)
- Don Cheadle – Al-G Rhythm
- Cedric Joe – Dom James
- Eric Bauza –
  - Kaczor Daffy (głos),
  - Prosiak Porky (głos),
  - Elmer Fudd (głos),
  - Kurak Leghorn (głos),
  - Marsjanin Marvin (głos)
- Zendaya – Króliczka Lola (głos)
- Gabriel Iglesias – Speedy Gonzales (głos)
- Bob Bergen – Kanarek Tweety (głos)
- Fred Tatasciore – Diabeł Tasmański (głos)
- Jim Cummings – Diabeł Tasmański (głos, niewymieniony w czołówce)
- Whitney Coleman –
  - Babcia,
  - Trinity
- Candi Milo – Babcia (głos)
- Paul Julian – Struś Pędziwiatr (głos, nagrania archiwalne)
- Sonequa Martin-Green – Kamiyah James
- Khris Davis(inne języki) – Malik
  - Jalyn Hall – 13-letni Malik
- Ceyair J. Wright – Darius James
- Harper Leigh Alexander – Xosha James
- Ernie Johnson Jr. – on sam
- Lil Rel Howery – on sam
- Klay Thompson –
  - Mokrogień (głos),
  - on sam
- Anthony Davis –
  - Brewka (głos),
  - on sam
- Damian Lillard –
  - Chronos (głos),
  - on sam
- Diana Taurasi –
  - Biała Mamba (głos),
  - ona sama
- Nneka Ogwumike –
  - Arachnika (głos),
  - ona sama
- Michael B. Jordan – on sam
- Chris Paul – on sam
- Draymond Green – on sam
- Kyle Kuzma – on sam
- Chiney Ogwumike – ona sama
- Rosario Dawson – Wonder Woman (głos)
- Justin Roiland –
  - Rick Sanchez (głos),
  - Morty Smith (głos)
- Wood Harris – trener

### Wersja polska
źródło:

- Paweł Peterman – LeBron James
  - Jan Pigoń – 13-letni LeBron James
- Robert Rozmus – Królik Bugs
- Tomasz Sapryk – Al-G Rhythm
- Jakub Jóźwik – Dom James
- Stefan Knothe – Kaczor Daffy
- Barbara Kurdej-Szatan – Króliczka Lola
- Aleksander Mikołajczak – Prosiak Porky
- Wojciech Paszkowski – Elmer Fudd
- Włodzimierz Press – Sylwester
- Lucyna Malec – Kanarek Tweety
- Elżbieta Gaertner – Babcia
- Wojciech Machnicki –
  - Yosemite Sam,
  - Marsjanin Marvin
- Tomasz Kozłowicz – Speedy Gonzales
- Dariusz Odija – Kurak Leghorn
- Krzysztof Cybiński –
  - Gossamer,
  - Taz
- Ewa Prus – Kamiyah James
- Karol Dziuba – Malik
  - Gustaw Pędziwiatr – 13-letni Malik
- Grzegorz Pawlak – Ernie Johnson Jr.
- Jakub Wieczorek – Lil Rel
- Jan Szydłowski – Darius James
- Hanna Nowosielska – Xosha James
- Maciej Maciejewski – Mokrogień
- Szymon Mysłakowski – Brewka
- Kamil Pruban – Chronos
- Zuzanna Saporżnikow – Biała Mamba
- Marta Markowicz – Arachnika
- Mateusz Kmiecik – Michael B. Jordan
- Olga Bołądź – Wonder Woman
- Wojciech Żołądkowicz – Rick Sanchez
- Jakub Gawlik – Morty Smith
- Karol Pocheć – trener

## Produkcja

### Przygotowania
Po sukcesie Kosmicznego meczu w 1996 roku Warner Bros. zaplanowało kontynuację zatytułowaną Space Jam 2, ponownie reżyserowany przez Joego Pytkę, w którym postacie z Looney Tunes miały odbyć mecz baseballa z nowym przeciwnikiem o imieniu Berserk-O! zaprojektowanym przez Boba Campa na wzór Mela Brooksa, który miał również podkładać głos postaci. Jednak występujący w Kosmicznym meczu w roli głównej Michael Jordan nie był zainteresowany udziałem w kontynuacji i projekt został anulowany. Następnym pomysłem był Spy Jam, w którym główną gwiazdą miał być Jackie Chan. Studio planowało także Race Jam, z udziałem Jeffa Gordona. Pytka w wywiadzie dla Mr. Wavvy’ego powiedział, że po sukcesie filmu planowano kontynuację, gdzie główną gwiazdą miał być Tiger Woods, zaś Jordan miał wystąpić w cameo. Pytka powiedział także, że pomysł nikomu się nie spodobał i ostatecznie go zarzucono.
W 2003 roku planowano Skate Jam, gdzie Tony Hawk miał grać główną rolę, jednak po porażce finansowej Looney Tunes znowu w akcji projekt został anulowany.
W lutym 2014 roku Warner Bros. ogłosiło, że powstanie sequel filmu z udziałem LeBrona Jamesa. Producentem miał być Charlie Ebersol, a Willie Ebersol miał napisać scenariusz. James powiedział o planach na sequel: „Zawsze uwielbiałem Kosmiczny mecz. Był to jeden z moich ulubionych filmów, gdy dorastałem. Jeśli będę miał okazję, będzie świetnie”. W maju 2016 roku Justin Lin podpisał się pod projektem jako reżyser, a Andrew Dodge i Alfredo Botello jako scenarzyści. W listopadzie tego samego roku, teaser w formie reklamy Nike został wypuszczony na Twitterze pod hasłem #MonstarsBack, zaś w grudniu Królik Bugs i Monstars wystąpili w reklamie Foot Locker z udziałem Blake’a Griffina i Jimmy’ego Butlera. W sierpniu 2018 roku Lin opuścił projekt i Terence Nance został wyznaczony jako reżyser filmu.

### Realizacja
We wrześniu 2018 roku Ryan Coogler został ogłoszony jako producent filmu, a SpringHill Entertainment opublikowało zdjęcie ogłaszające film. Zdjęcia do Kosmicznego meczu 2 miały ruszyć latem 2019 roku, między pierwszym a drugim rokiem gry Jamesa w Los Angeles Lakers. Na 6 lipca 2021 roku zaplanowano premierę filmu.
Twórcy filmu zdecydowali się na usunięcie sceny stylizowanej Casablancę z udziałem Pepé Le Swąda, gdzie miał wystąpił jako barman obsługujący kobietę graną przez Greice Santo. W pewnym momencie animowana postać miała zacząć ją nachalnie podrywać i zostać za to spoliczkowana. Chwilę później w scenie pojawiał się James i Bugs szukający Loli, a z dialogów wynikało, że Pepé ma zakaz zbliżania się do kotki Penelopy i nie może dotykać innych bez ich zgody. Zbiegło się to z narastającą krytyką postaci Pepé, mającej jakoby promować kulturę gwałtu. Decyzję o skasowaniu sceny skrytykowała Santo, która jako ofiara molestowania miała nadzieję na pokazanie w ten sposób młodym chłopcom, że pewne zachowania są nieakceptowalne. Decyzja spotkała się z dalszą krytyką, gdy wytknięto hipokryzję Warner Bros., że usunęło postać z filmu, a później uwzględniło w filmie kierowanym do dzieci cameo Alexa DeLarge i jego gangu z Mechanicznej pomarańczy będącymi mordercami i gwałcicielami.
W październiku 2020 Ole Loken udostępnił projekt Loli i Kaczora Daffy’ego w Internecie, ujawniając, że A New Legacy pozostanie wierne poprzednim projektom postaci Looney Tunes. Mimo to ostateczny projekt Loli został dostosowany tak, aby był mniej zseksualizowany niż pierwszy film, co spotkało się z kontrowersjami.

### Casting
W marcu 2019 roku „Variety” poinformowało, że do obsady dołączyła Sonequa Martin-Green jako żona LeBrona Jamesa. W czerwcu 2019 roku oprócz Jamesa obsadzeni zostali inni koszykarze z NBA i WNBA. Część z nich oprócz zagrania samych siebie wystąpiła jako Goon Squad, będący antagonistami w filmie. W kwietniu 2021 roku ogłoszono, że Zendaya użyczy głosu Króliczce Loli.

### Muzyka
W styczniu 2020 roku Hans Zimmer został ogłoszony kompozytorem filmu. W kwietniu tego samego roku ogłoszono, że Kris Bowers będzie współpracował z Zimmerem jako współkompozytor. Jednak w styczniu 2021 roku oficjalnie potwierdzono, że wyłącznie Bowers stworzy muzykę do filmu.

## Promocja
W lipcu 2020 roku, czapka z logiem filmu była dostępna w sprzedaży w sklepie internetowym WB. 1 września 2020 roku australijska firma zabawkarska Moose Toys zawarła umowę z Warner Bros. celem promocji filmu wraz z Tomem i Jerrym.
3 kwietnia 2021 roku w sieci ukazał się pierwszy zwiastun ujawniający, że w filmie pojawią się postacie ze wszystkich franczyz należących do Warner Bros. Pictures, m.in. z Gry o tron, filmów o Batmanie i Supermanie, Władcy Pierścieni / Hobbita oraz Matriksa. Jordan Hoffman z „Vanity Fair” porównał zwiastun do serii Tron i innego filmu z Warner Bros. – Player One.

## Premiera

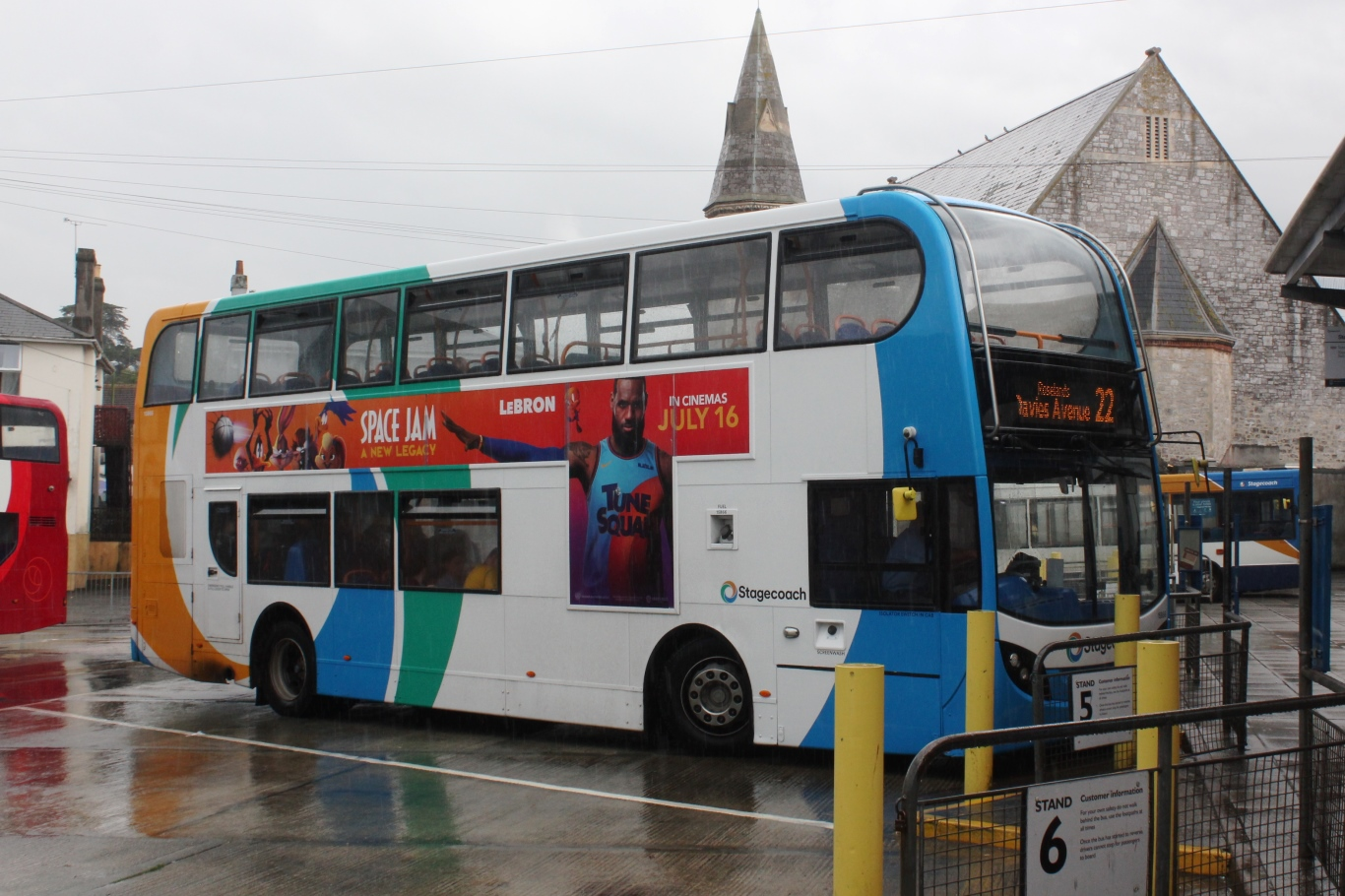

Premiera filmu Kosmiczny mecz: Nowa era odbyła się 16 lipca 2021 roku w RealD 3D i IMAX. Film został również wydany jednocześnie w HBO Max, dostępny dla abonentów do bezpłatnego oglądania przez jeden miesiąc. W pierwszy weekend w amerykańskich kinach film zarobił ponad 31 milionów dolarów.
Polska premiera miała miejsce 16 lipca 2021 roku. W pierwszy weekend przychody z biletów w polskich kinach wyniosły ponad 530 tysięcy dolarów. Wydanie filmu na DVD, Blu-ray oraz 4K UHD w Polsce odbyło się w listopadzie 2021.